# Julia Janssen

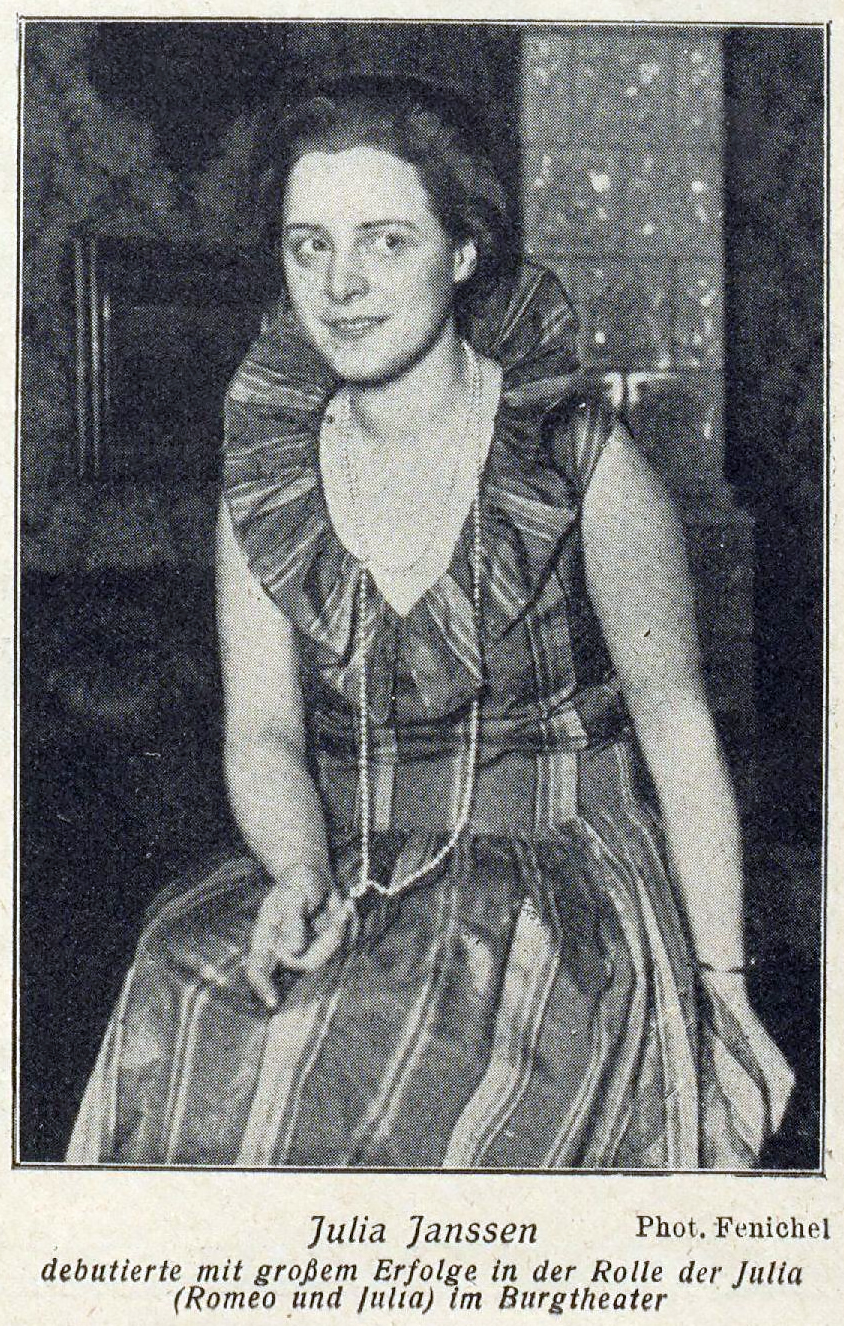
Julia Janssen (Foto: Max Fenichel, 1927)

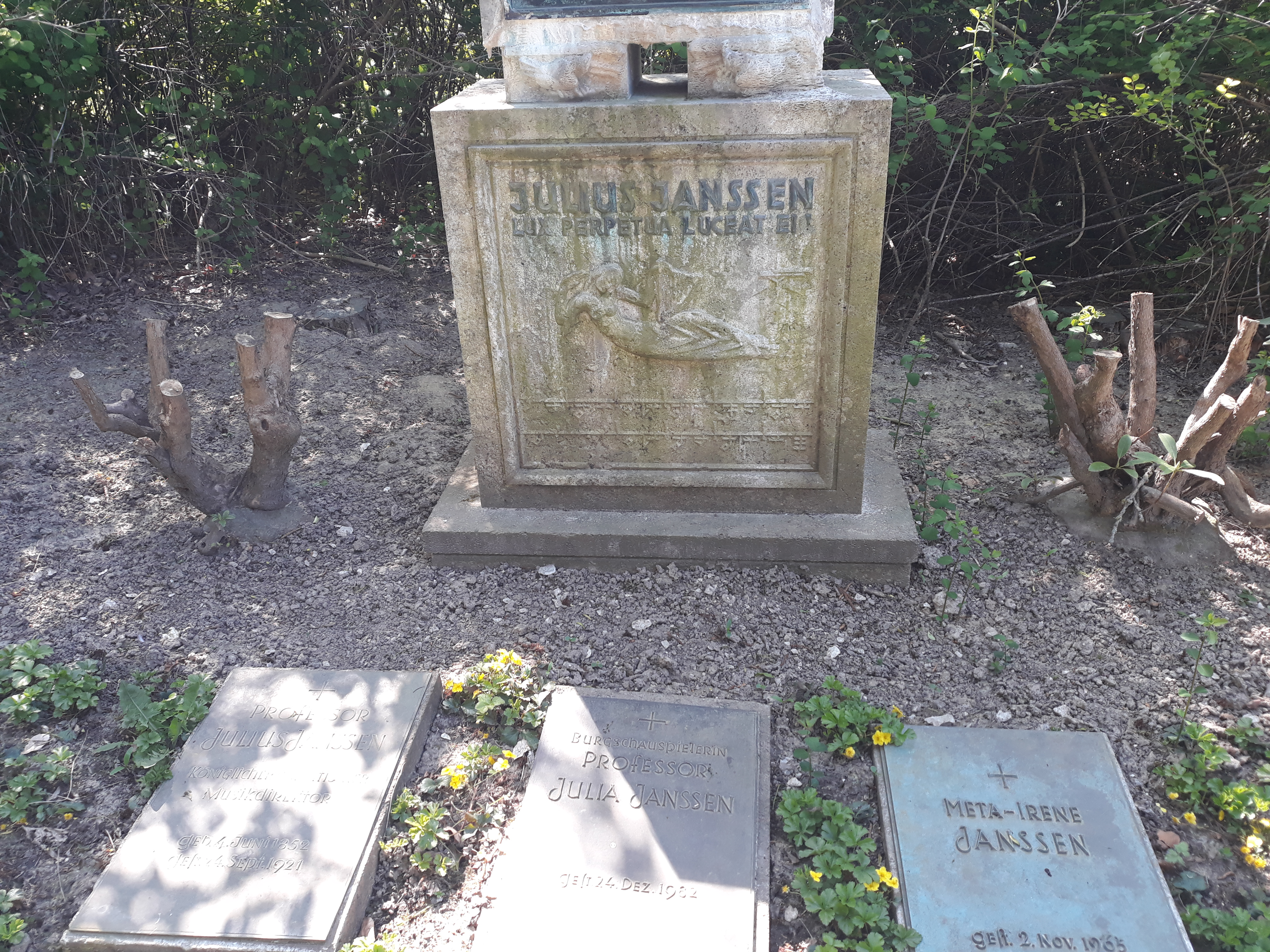
Das Grab von Julia Janssen im Familiengrab auf dem Hauptfriedhof Dortmund.

Julia Janssen  (* 19. Dezember 1900 in Dortmund; † 24. Dezember 1982 in Herdecke, Nordrhein-Westfalen) war eine deutsch-österreichische Schauspielerin.

## Leben
Julia Janssen wurde als Tochter des Musikdirektors Julius Janssen (1852–1921) und dessen Ehefrau Friederike geboren. Nach dem Abitur erhielt sie eine Schauspielausbildung bei Emil Binder in Dortmund. Daran schloss sich ein Volontariat an den Stadttheatern Oberhausen und Dortmund an. Ihr Bühnendebüt gab sie 1924 in Oberhausen.
Nach einem in Berlin arrangierten Vorsprechen bei Franz Herterich (1877–1966), Direktor des Wiener Burgtheaters, trat Janssen, bis dahin die erste sentimentale Liebhaberin an den städtischen Bühnen in Dortmund, mit 1. September 1927 ihr Engagement im Ensemble des Wiener Burgtheaters an. Als Julia debütierte sie am 20. November 1927 erfolgreich in Shakespeares Romeo und Julia (Regie: John Brahm). 1935 war das Burgtheater ohne sie kaum mehr zu denken.
Nach den Kriegsgeschehnissen wiedereröffnete das Burgtheater am 30. April 1945 im Gebäude des Ronacher mit Grillparzers Trauerspiel Sappho, in dem Janssen die Dienerin Melitta gab. 1949 wirkte sie im Palais Coburg an der von Rudolf Felmayer und Kurt Dichtl ausgerichteten und von Antikriegsbildern begleiteten Dichterlesung Mahner des Friedens mit.
Die Künstlerin war jahrzehntelang Mitglied des Burgtheater-Ensembles. Zahlreiche Gastspiele führten sie auch  an verschiedene Bühnen in München, Prag, Brünn und Salzburg. Sie war zudem als Schauspiellehrerin tätig und unterrichtete unter anderem Waltraut Haas.
Julia Janssen wirkte in einigen Film- und Fernsehproduktionen mit. So spielte sie 1928 in dem Stummfilm Die Frau von gestern und morgen von Heinz Paul mit Arlette Marchal, Vivian Gibson und Fritz Alberti und 1935 in dem Spielfilm Himmel auf Erden von E. W. Emo mit Heinz Rühmann, Hans Moser, Hermann Thimig und Lizzi Holzschuh. An der Seite von Helene Thimig war sie 1967 im Fernsehen in der Aufzeichnung einer Aufführung des Theaters in der Josefstadt mit dem Bühnenstück Katzenzungen des spanischen Schriftstellers Miguel Mihura (deutsche Fassung: Hans Weigel) zu sehen.

## Filmografie
- 1928: Der Scheidungsanwalt (Die Frau von gestern und morgen)
- 1935: Der Himmel auf Erden
- 1936: Singende Jugend (auch: Der kleine Straßensänger)
- 1936: Burgtheater
- 1956: Wilhelm Tell
- 1966: Katzenzungen (TV-Aufzeichnung, Theater in der Josefstadt in den Wiener Kammerspielen)